# Nicolle Dickson
Nicolle Dickson es una actriz australiana, más conocida por haber interpretado a Bobby Simpson en la serie Home and Away.

## Biografía
En junio de 1990 Nicolle se casó con James Bell, un agente de bienes raíces, la pareja tiene dos hijos Lincoln y Winston Bell.

## Carrera
De niña fue miembro de la compañía de teatro Keane Kids.
El 17 de enero de 1988 se unió al elenco principal de la exitosa serie australiana Home and Away donde interpretó a Roberta "Bobby" Simpson la hija de Morag Stewart, hasta 1993, luego de que su personaje muriera al quedar en coma después de estar en un accidente de bote. El 9 de junio de 1995 Nicolle regresó brevemente a la serie para interpretar el fantasma de  Bobby.
En 1997 apareció como invitada en la serie policíaca Murder Call donde interpretó a Maddie Herman, una reportera que es asesinada.
En el 2002 apareció como invitada en la serie médica All Saints donde interpretó a Penny Hargreaves, una paciente embarazada que le causa problemas a sus médicos..
En el 2006 Nicolle participó en el programa Celebrity Survivor, pero quedó en cuarto lugar. Ese mismo año apareció en un especial del programa Home and Away. llamado "Where Are They Now".

## Filmografía
Series de televisión
| Año               | Serie         | Personaje               | Notas                 |
| ----------------- | ------------- | ----------------------- | --------------------- |
| 2002              | All Saints    | Penny Hargreaves        | episodio "Only Human" |
| 1997              | Murder Call   | Maddie Herman           | episodio "Hot Shot"   |
| 1994 - 1995       | G.P.          | Vicki Dugan             | 2 episodios           |
| 1988 - 1993, 1995 | Home and Away | Roberta "Bobby" Simpson | 643 episodios         |

Películas
| Año  | Título   | Personaje   | Notas                                                                        |
| ---- | -------- | ----------- | ---------------------------------------------------------------------------- |
| 2006 | Wishbone | Agnes Kelly | junto a Ita Buttrose, Danielle Carey, Jonathan Hardy, Rachel Reid & Ben Ryan |

Apariciones
| Año  | Programa           | Notas                       |
| ---- | ------------------ | --------------------------- |
| 2006 | Celebrity Survivor | 12 episodios - participante |

Teatro
| Año  | Obra       | Personaje | Director (a)     | Teatro      | Notas                                                |
| ---- | ---------- | --------- | ---------------- | ----------- | ---------------------------------------------------- |
| 1994 | Jigsaws    | -         | Louise Luccarini | New Theatre | junto a Patricia East, Penelope James & Tasma Walton |
| 1993 | Cinderella | -         | -                | -           | junto a Alex Papps                                   |

## Premios y nominaciones
| Año  | Categoría               | Premio      | Serie         | Resultado |
| ---- | ----------------------- | ----------- | ------------- | --------- |
| 1989 | Most Popular New Talent | Logie Award | Home and Away | Ganadora  |